# Trofeo Città di Castelfidardo
Die Trofeo Città di Castelfidardo ist ein Straßenradrennen für Männer in Italien.
Die Trofeo Città di Castelfidardo ist das zweite von zwei Eintagesrennen, die im Rahmen der Due Giorni Marchigiana (Zwei Tage von Marken) in der Gemeinde Castelfidardo in der Region Marken veranstaltet werden. Das Rennen gehört zur UCI Europe Tour und ist in die UCI-Kategorie 1.2 eingestuft. Die Strecke führt auf leicht welligem Kurs in mehreren kurzen Runden, die mehrfach absolviert werden müssen, durch das Umland von Castelfidardo.
Das Rennen wurde erstmals 1981 ausgetragen. Von 2001 bis 2006 und 2008 war es Teil des Rennkalenders der Union Cycliste Internationale, danach Teil des nationalen Kalenders. Von 2001 bis 2006 bildete das Rennen mit dem Gran Premio Fred Mengoni schon einmal die Due Giorni Marchigiana. Zur Saison 2023 wurden zusammen mit dem Gran Premio Santa Rita die Due Giorni Marchigiana wiederbelebt, seitdem gehört das Rennen wieder zur UCI Europe Tour.

## Palmarès (ab 2023)
| Jahr | Sieger                | Zweiter           | Dritter          |
| ---- | --------------------- | ----------------- | ---------------- |
| 2023 | Matteo Pongiluppi     | Attilio Viviani   | Alessandro Motta |
| 2024 | Francesco della Lunga | Attilio Viviani   | Riccardo Perani  |
| 2025 | Tommaso Dati          | Lorenzo Quartucci | Vicente Rojas    |